# 叉脉单叶假脉蕨
叉脉单叶假脉蕨（学名：Microgonium bimarginatum），为膜蕨科单叶假脈蕨属下的一个植物种。